# Antònia Maria Estarellas Torrens
Antònia Maria Estarellas Torrens (Santa María del Camino, 3 de enero de 1968) es una política española, diputada en el parlamento de las Islas Baleares en la VIII legislatura.
Es licenciada en Filosofía y Letras, especialidad en Historia, por la Universidad de las Islas Baleares. Desde 1990 ha trabajado como funcionaria del Gobierno de las Islas Baleares, militante del Partido Popular, fue vicesecretaria de organización del partido en la región. En las elecciones municipales españolas de 2003 fue elegida regidora y portavoz municipal de Santa María del Camino. De 2003 a 2007 fue secretaria general de la Consejería de Salud del Gobierno de las Islas Baleares.
Fue elegida diputada en las elecciones al Parlamento de las Islas Baleares de 2011, pero renunció a su escaño cuando fue nombrada directora general de Inmigración de la Consejería de Presidencia del Gobierno de las Islas Baleares.